# Равич
Ра̀вич (на полски: Rawicz; на немски: Rawitsch) е град в Централна Полша, Великополско войводство. Административен център е на Равички окръг и Равичка община. Заема площ от 7,81 км2.

## География
Градът се намира в историческия регион Великополша. Разположен е на 34 километра югоизточно от Лешно и на 63 километра северно от Вроцлав.

## История
Селището е основано през 1638 година от Адам Олбрахт Пшийемски, кастелан на Гнезно и Калиш, в землището на село Шераково.
През 1973 година към Равич е присъединен бившият град Сарнова.
В периода (1975 – 1998) градът е част от Лешчинското войводство.

## Население
Населението на града възлиза на 20 406 души (2017 г.). Гъстотата е 2613 души/км2.

## Личности
Родени в града:
- Волфганг Щрасман – немски лекар и политик
- Хайнрих Браун – немски лекар, хирург
- Артур Рупин – еврейски социолог и ционист

## Градове партньори
- Айленбург, Германия